# اوتمان اوبا
اوتمان اوبا (به لاتین: Otmanoba) یک منطقه مسکونی در جمهوری آذربایجان است که در شهرستان زردآب واقع شده‌است. اوتمان اوبا ۷۵۳ نفر جمعیت دارد.

## دین
در مسجد جانع اوتمان اوبا به‌نام امام علی یک هیئت مذهبی وجود دارد.